# Aleuroclava canangae
Aleuroclava canangae là một loài côn trùng cánh nửa trong họ Aleyrodidae, phân họ Aleyrodinae.
Aleuroclava canangae được Corbett miêu tả khoa học đầu tiên năm 1935.